# دهه پرشور بیست
دههٔ پرشور ۱۹۲۰ (انگلیسی: The Roaring Twenties) یک فیلم درام جنایی و نوآر به کارگردانی رائول والش است که سال ۱۹۳۹ منتشر شد و از مهمترین آثار او به شمار می‌رود. بازی جیمز کاگنی از نقاط قوت فیلم است.

## بازیگران
- جیمز کاگنی
- هامفری بوگارت
- گلادیس جرج
- جفری لین
- فرانک مک‌هیو
- پال کلی
- جو سایر
- ابنر بیبرمن
- پریسیلا لین
- الیزابت ریسدون
- جورج میکر
- گلن کاوندر
- جوزف کرئان
- ورا لوئیس
- کارل هاربا
- لو هاروی
- نت کار
- جک نورتون
- چارلز سی. ویلسون
- هری سی. بردلی
- فرد گراهام
- لی فلپس